# ون بيس
وَن بيس (باليابانية: ワンピース بالروماجي: Wan Pīsu)، هي سلسلة مانغا يابانيّة من تأليفِ ورسمِ إييتشيرو أودَا. تُسَلسَل المانغا في شونِن جمب الأسبوعية منذ 4 أغسطس 1997م؛ تُنشر الفصول المفردة في مجلدات تانكوبون من قِبل شوئيشا مع كون الإصدار الأوَّل في 14 ديسمبر 1997، وإصدار المجلد الـ109 في يوليو 2024. تتبع ون بيس مغامرات مونكي دي لوفي، فتًى شاب اكتسب جسمه خصائص المطَّاط بعد أكله بالخطأ فاكهة شيطان (فاكهة المُحيط حسب الدبلجة العربيّة الرّسميّة)، وطاقمه المُتنوع من القراصنة، المُسمين قراصنة قُبعة القش. يستكشف لوفي المحيط بحثًا عن أعظم الكُنوز المعروف باسم «الون بيس» (ひとつなぎの大秘宝 وان بِيسُو، وبالدبلجة العربيَّة: القطعةُ النَّادرة) ليُصبح ملك القراصنة الثاني.
حُوِّلت الفُصُول إلى رسوم متحركة أصلية للفيديو (أوفا) من إنتاج برودكشن آي جي في 1998م، ومُسلسل أنمي من إنتاج توي أنميشن، الَّذي بدأ بثّه في اليابان منذ أكتوبر 1999م. مُنذ ذلك الحين، بثُّ المسلسل الَّذي لا يزال مُستمرًا بمجموع 1,122 حلقة. إضافةً لذلك، أصدرت توي أنميشن خمسة عشر فلمًا، أوفا، وخمسَ حلقاتٍ خاصة. وكما قد أنشأت شركات متعددة أنواع كثيرة من السلع مثل بطاقات الورق التِّجارية، وعدد كبير من ألعاب الفيديو. دخلت موسوعة غينيس للأرقام القياسية بـ«أكثر سلسلة قصص مصورة تم نشرها وطباعتها من مؤلف واحد» وذلك بعد أرقام ديسمبر 2014 والَّتي حققت المانغا فيها 320,866,000 نسخة مطبوعة عالميًا. في 2008، صارت ون بيس سلسلة المانغا الأكثر انتشارًا. في 2010، أعلنت شوئيشا أنَّها باعت ما يفوق 260 مليون نسخة مطبوعة من مانغا ون بيس حتَّى ذلك الحد؛ سجل المجلد 61 بعنوان (معركة المارينفورد) رقمًا قياسيًا جديدًا كأعلى سلعة لطبعة أولى من أي كتاب في اليابان بـ3.8 مليون نسخة (الرقم السابق يعود للمجلد 60 بـ3.4 مليون نسخة). المجلد 60 كان أول كتاب يبيع أكثر من مليوني نسخة في أُسبوعه الافتتاحي في تصنيفات كُتُب أوريكون اليابان. ون بيس حاليًا مصنفة كأفضل سلاسل المانغا مبيعًا. بحلول 2013، حصلت السلسلة على أكثر من 345 مليون منشور حول العالم، منها 300 مليون بيعت في اليابان فقط. وفي ديسمبر 2023 حقَّقت المانغا مبيعات تقدر بـ523.2 مليون نسخة حول العالم، مما يجعلها أفضل مانغا تحقيقًا للمبيعات في التاريخ.

## الأصل والفكرة
في ذلك الوقت، كمساعد لواتسوكي، ابتكر إييتشيرو أودا أول مشاريعه لِوَن بيس في عام 1996. ومن هناك، وُزّعت طلقتين واحدتين (بالإنجليزية: One Shot) بعنوان فجر الرّومانسية؛ اُستخدم العنوان أيضًا في عناوين الفصل الأوَّل والمجلد الأوَّل من السلسلة. تتضمن هاتان القصتان شخصية لوفي، بالإضافة إلى العديد من العناصر الأخرى التي سيُعاد استخدامها في السلسلة. نُشرت القصة الأولى في أغسطس 1996 في عددٍ خاصّ من شونن جمب الأسبوعية (تم تضمينه أيضًا في مجلد ون بيس ريد)، وفي العدد 41 من شونن جمب، أيضًا في عام 1996 (ثم أعيد طبعه في عام 1998 مع مجموعة  إييتشيرو أودا مطلوب!). خطط المؤلف في الأصل لرسم مانغا على مدى خمس سنوات. إنّه يعرف فعلًا النهاية التي ينوي أن يكتبها، ولكن تبيّن أنّ السلسلة أطول من المتوقع والجداول قديمة - وهذا لا يزعج أودا. ومع ذلك، أعلن الأخير في يوليو 2010 أن النهاية ستكون كما كان مخططًا له في الأصل، بغض النظر عن عدد السنوات التي استغرقها الوصول إلى هناك. في الأسئلة التي يطرحها الجميع حول المجلد 54، أعلن أيضًا أن السلسلة في النصف فقط ونعلم أن ون بيس سيستمر لـ10 سنوات أخرى. نظرًا للمظهر المنتظم للمسلسل، فإن هاتين المعلومتين اللتين قدمهما المؤلف تتوافق مع نهاية 108 مجلد، ولكن ربما لا يزال هذا يتغير. يتم تنظيم البنية السردية للمانغا حول دورات سرد تُسمَّى «ساغات»، مقسمة إلى أقواس سردية تسمى «الأقواس».
تتكون إحدى النقاط المركزية للمانغا من فواكه الشيطان. عندما يتعين عليه أن يتخيل واحدة جديدة، يفكر أودا في ما يمكن أن يحقق رغبة الإنسان؛ ويضيف أيضًا أنه يفضل عدم استخلاص هذه الثمار إذا لم يكن ذلك ضروريًا (أي إذا لم تلعب دورًا معينًا مثل إغراء صاحبها). أمّا بالنسبة لأسماء الهجمات، فهذه مجرد أنواع من التورية على الكانجي بعدّة معاني اعتمادًا على السّياق. تُخلط لغات لوفي ونامي وسانجي وتشوبر وروبين وفرانكي باللغات اللاتينية (الإنجليزيّة والفرنسيّة والإسبانيّة والإيطاليّة)، كما أنّ لغات سانجي ليست أكثر أو أقل من النكات: على سبيل المثال، يبدو البعض مخيفًا للوهلة الأولى، ولكن من الغريب أن تتصل بالطعام عند التحدث بصوت عالٍ. في الرسوم المتحركة، ومع ذلك، يعترف إيسكو إناوي، مدير الرسوم المتحركة، أنّ هذه التورية على الكانجي بالكاد تُنسخ هناك (بيان أنّ المخرج سيكون مؤهلًا بالقول أن الأنمي قريب جدًا من المانغا). أخيرًا، يقول إيتشيرو أودا أنه يطالب بشدة بالترجمة إلى اللغات الأجنبيّة، من خلال إعطاء إشارات -مثلًا- على محاكاة صوتية.

## القصة
بدأت السّلسلة بإعدام ملك القراصنة غولد روجر، الرّجل المعروف بلقب «ملك القراصنة» (海賊王 كايزوكو-أو). قبل موته، أعلن روجر أن كنزه، الون بيس (ひとつなぎの大秘宝 (ワンピース) وَان پيسُو)، سيكون متاحًا لأي شخص يعثر عليه، مسببًا بدء «عصر القراصنة الكبير» (大海賊時代 داي كايزوكو جيداي). نتيجةً لذلك، انطلق عدد لا يُحصى من القراصنة نحو الخطّ العظيم (Grand Line) للبحث عن الكنز.
انقضت اثنتان وعشرون سنة منذ إعدام روجر، وانطلق مونكي دي. لوفي، فتًى شاب صغير أُلهِم من قبل محبوب طفولته القرصان القوي «شانكس ذي الشعر الأحمر»، الذي كان عضوًا سابقًا بقراصنة غول دي. روجر في رحلة من البحر الأزرق الشرقي ليبحث عن الون بيس ويصبح ملك القراصنة. لدى بحثه لتكوين طاقم قراصنته، قراصنة قبعة القش (麦わらの一味 موگيوارا نو إتشيمي)، صادَقَ لُوفي سيّافًا باسم رورونوا زورو وأبحرَا للبحثِ عن الوَن بيس. التقيا بعد وقت قصير بنامي، الملاّحة واللّصة؛ أوسوبّ، القنّاص والكذّاب، وسانجي، الطاهي مُلاحِق النِّساء؛ ممَّا قاد لمواجهات مع باغي المهرج، القبطان كورو، ودون كريغ، ولاحقًا، واجه لوفي البرمائي أرلونغ، برمائي والعضو في طاقم القراصنة المنحل، قراصنة الشّمس، الّذي يعتقد بأن البرمائيين أرفع منزلةً من البَشر. بعد هزيمة لوفي لأرلونغ، انضمت نامي رسميًا لطاقم لوفي، ووضعت البحرية جائزة على رأس لوفي تبلغ 30,000,000 التقى لوفي بعد ذلك بالنّّّقيب سموكر، نقيب في البحرية يستطيع التحول إلى دخان. قبض سموكر على لوفي، لكن الأخير تخلص منه بفضل والده مونكي دي. دراغون. بعد وصولهم للخطّ العظيم، التقت المجموعة بنيفيرتاري فيفي، أميرة تريد مساعدة بلادها، مملكة أرباستا، من الجماعة الإجراميّة، المنظّمة باروك ووركس. صادقوا في وقت لاحق الطبيبة والرّنة المستأنس توني توني تشوبر في جزيرة درام الثلجية.

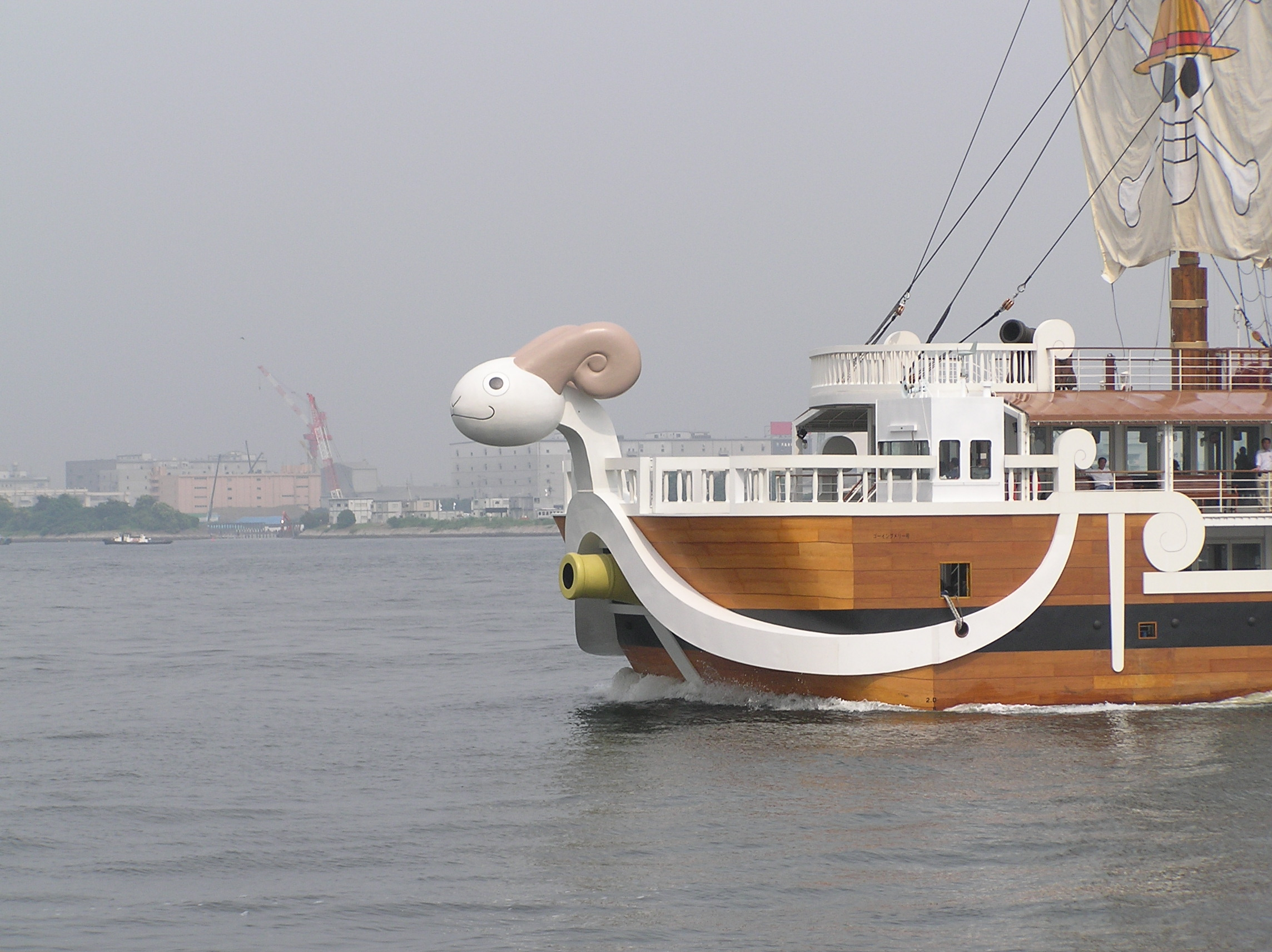
سفينة الغونيغ ميري

وَصل قراصنة قبعة القش إلى أرباستا، ممَّا قاد لمعارك مع باروك ووركس وزعيمهم، الشيتشيبوكاي كروكودايل. هَزم لُوفي كروكودايل في النهاية وحرّر أرباستا، وزادت البحريّة المكافأة على رأس لوفي إلى 100,000,000. في وقتٍ لاحق، نيكو روبين، عالمة آثار وعضوة سابقة في المنظّمة باروك ووركس، انضمت للطاقم. التقوا لاحقًا باللّحية السوداء، الّذي يحلم بأن يصير ملك القراصنة. بعد الذهاب للأعلى نحو جزيرة السّماء (سكايبيا) الطّائرة، تورّط القراصنة في الحرب بين السكايبيّين والشانديّون، ممَّا قاد لمواجهة إله الجزيرة، إينيل، الذي يملك قوة البرق. هزم لوفي إينيل منقذًا الجزيرة ومنهيًا الحرب. التقى القراصنة لاحقًا بأدميرال البحرية أوكيجي، الذي كشف أنّ نيكو روبين متورّطة في البحث عن البونِغليف، وهي صُخورٌ برموز متروكة من قبل حضارة قديمة لكشف المئة سنة المفقودة من التاريخ الذي محته حكومة العالم (القرن الفارغ). ذهب القراصنة إلى ووتر سڤن، مقابلينَ نجّار السُّفُن السّايبورغ فرانكي، واكتشفوا أنّ سفينتهم، غوينغ ميري، قد أبحرت لآخر مرة ويجب تفكيكها مما قاد لرحيل أوسوبّ المؤقت عن الطاقم، وفي تلك الأثناء، سايڤر بول ر. 9، وكالة مخابرات حكومة العالم قبضوا على نيكو روبين وفرانكي من أجل معلومات بشأن البونغليف والأسلحة العتيقة التي قد تُستخرَج منهما. تحرّر فرانكي من السايڤر بول بعد حرقه لمخططات السلاح العتيق پلوتون وتعاونه مع قراصنة قبعة القش معلنًا الحرب ضد حكومة العالم، ممّا سبب معارك بين السايفر بول ر. 9 وقراصنة قبعة القشّ. المعركة الطويلة الأخيرة مع السايفر بول ر. 9 انتهت بإنقاذ نيكو روبين، وبناء فرانكي لسفينة القراصنة الجديدة، ثاوزند ساني (شمس الألفية)، وانضمّ لهم، وارتفعت مكافأة لوفي مجددًا إلى 300,000,000. بعد فترةٍ وَجيزة، ساعد القراصنة الهيكل العظمي الموسيقار بروك في استعادة ظلّه في ثريلر بارك، الذي سرقه أحد الشيتشبوكاي السبعة وهو غيكو موريا. بعد هزيمة موريا، انضم بروك لطاقم القراصنة.
استعد القراصنة لاحقًا للإبحار نحو العالم الجديد، الشّطر الثاني من الخطّ العظيم، بعد الوصول إلى أرخبيل شابوندي. بينما هم هناك التقوا بسيلفرز رايلي، عضو سابق في طاقم قراصنة روجر الذي طلبوا منه أن يغطي سفينتهم حتى يستطيعوا الإبحار تحت الماء. في النهاية، تفرّق القراصنة أثناء معركةٍ مع الشّيتشيبوكاي بارثولوميو كوما، سايبورغ ضخم تحت سيطرة البحريّة، في أرخبيل شابوندي، مع إرسال لوفي إلى جزيرة النّساء، أمازون ليلي. بعد معرفته بأن أخاه الأكبر، بورتغاس دي إيس، محتجز في سجن الحكومة إمبل داون، ذهب لوفي إلى هناك وحرّر العديد من السّجناء، بمن فيهم جينبي البرمائيّ وبعض أعدائه القُدامى. علم لُوفي لاحقًا أن إيس في مارينفورد ليتم إعدامه. مع ذلك، اندلعت الحرب بين قوات البحريّة ومجموعة من القراصنة بقيادة القرصان الأسطوريّ، اللّحية البيضاء. عقب الفوضى العارمة، انتهت المعركة بمقتل بورتغاس دي. إيس واللحية البيضاء، إدوارد نيوغيت. وارتفعت مكافأة لوفي مجددًا إلى 400,000,000. بطلبٍ من رايلي، أمرَ لُوفي بقية أعضاء طاقمه بالخضوع لنظم تدريبات صارمة، مع بعضهم تحت تدريب أشخاص بارزين.
بعد عامين، اجتمع الطاقم مجددًا في أرخبيل شابوندي، وارتحلوا نحو جزيرة البرمائيين لدخول العالم الجديد. في ذلك الوقت، ظهرت مجموعة من قراصنة البرمائيين الجدد، يسعون للسيادة على البشر، والقيام بانقلاب لتحديد مصير الجزيرة. أثناء ذلك، بعد أن سامحت نامي جينبي لإطلاقه أورلنغ في الأزرق الشرقي، هزم قراصنة قبعة القش قراصنة البرمائيين الجدد، منقذين الجزيرة. غادر قراصنة قبعة القش جزيرة البرمائيين ووصلوا أخيرًا للعالم الجديد، لكن ليس قبل بدء عداوة مع إحدى أقوى أربعة قراصنة في العالم الجديد، بيغ مام. مع دخولهم الجزيرة الملتهب نصفها والمتجمد نصفها الآخر، بانك هازارد، التقى القراصنة بصديق قديم وأحد أمراء الحرب الجدد، ترافالغار لُو، وشكلوا تحالفًا لهزيمة أقوى أربعة قراصنة في العالم الجديد، «الأباطرة الأربعة» (四皇 يونكو). انجذب التّحالف نحو معركة ضارية ضد سيزار كلاون، العالم المسؤول عن دمار بانك هازارد قبل أربع سنين. بعد هزيمة سيزار، ذهب التحالف نحو دريسروزا، مملكة تحت حكم الشيتشيبوكاي دونكيهوتي دوفلامنغو، في محاولةٍ لتدمير مصنع السمايل كمرحلة ثانية لهزيمة أحد الأباطرة الأربعة، كايدو. وهم الآن في خضم معارك دامية حيث شارك لوفي في المسابقة التي أقامها دوفلامنغو عندما علم أن الجائزة هي فاكهة ميرا ميرا نومي الخاصة بإيس وهنا يعلم أن أخاه الآخر سابو لا زال على قيد الحياة فيتبادلان الأدوار حيث لوفي يذهب لقتال دوفلامينغو فيما سابو يقاتل للحصول على فاكهة الميرا ميرا، في النهاية يحظى سابو بالفاكهة فيما يبدأ لوفي ولُو بقتال دوفلامينغو وتريبول «المنفذ الأعلى في العائلة» في حين تكون البحرية متواجدة بأدميرالها الجديد فوجيتورا. بعدها بفترة وجيزة هزم لوفي دوفلامينغو منقذًا الجزيرة ومن فيها وتبدأ أحداث أخرى في دريسروزا. فاختفى الحاجز الذي وضعه دوفلامينغو فعادت الفرحة مجددًا إلى دريسروزا. وبعدها ترتفع مكافأة لوفي إلى 500,00,000. بعد فترةٍٍ وَجيزة من أحداث دريسروزا يُكشف الستار عن أحد الأباطرة الأربعة كايدو وبعد رحلة طويلة من العناء والمشقة في دريسروزا يصل الطاقم إلى جزيرة زوو حيث يُكشف عن أحد المعلومات الهامة في ون بيس ألا وهو «بونغليف الطّريق» (ロード歴史の本文 Rōdo Pōnegurifu) حيث لا يوجد في العالم إلّا 4 من بونغليف الطريق. كُشِفَ عن أماكن ثلاثةٍ منها؛ الأولى لدى بيغ مام، والثانية لدى كايدو، والثّالثة في جزيرة زوو. ويكتشف بقية الطاقم أنّ سانجي ترك الفريق وذهب عند البيغ مام للزواج من ابنتها بودينغ ووَعد نامي أنّه سوف يعود فلا يقبل لوفي بهذا الأمر ويذهب لاستعادته من إقليم اليونكو البيغ مام مع بعض أعضاء الطاقم بينما يتعد باقي الطاقم بالإضافة إلى لُو وسكان جزيرة زوو للاستعداد لمواجهة كايدو ويخوض لوفي ومن معه مواجهات كبرى وأحداث متعبة لاستعادة سانجي في هذه الأثناء ضمن معركة شرسة أمام البيغ مام وأبناؤها وتحديدًا مع أقوى قرصان من قراصنة الحلوى، كاتاكوري، هزم لوفي كاتاكوري ثم خرج الطاقم من منطقة البيغ مام مع تركهم جينبي خلفهم ووعده أن يلحقهم لبلاد وانو لهزيمة الإمبراطور كايدو، وارتفعت بعدها مكافأة لوفي إلى 1,500,000,000. وبعد فترةٍ وجيزة، يرتحل لُوفي ومن معه إلى بلاد وانو لهزيمة اليونكو كايدو.

## الخلفية

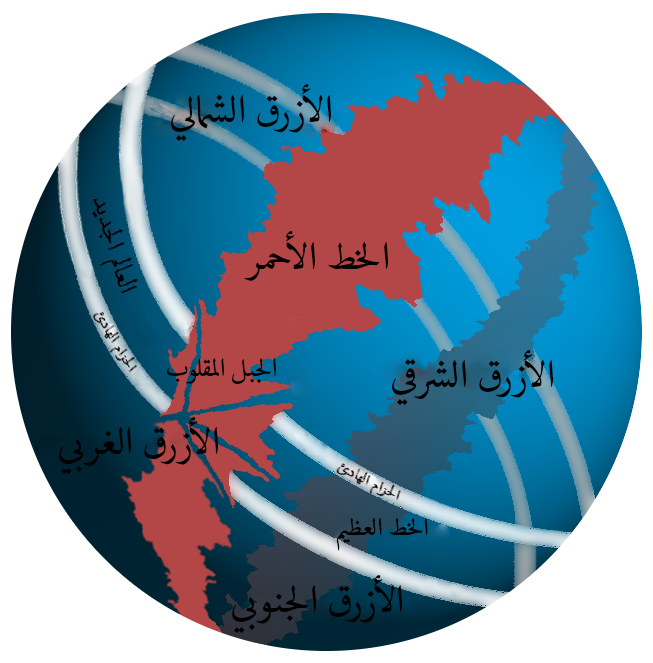
خريطة عالم ون بيس

عالم ون بيس مأهول بالبشر وأجناس عديدة أخرى، منها غرانق وحوريات البحر، البرمائيين، والعمالقة. العالم مغطًّا بمحيطين شاسعين، تفصل بينهما سلسلة جبال هائلة تسمى «الخطّ الأحمر» (赤い土の大陸（レッドライン） ريدّو راين). «الخطّ العظيم» (偉大なる航路（グランドライン） غوراندو راين)، بحر يمر عموديًا على الخطّ الأحمر، مقسمًا المحيطين إلى أربعة بحار: الأزرق الشمالي (北の海（ノースブルー） نوسُو بورو)، الأزرق الشرقي (東の海（イーストブルー） إيستو بورو)، الأزرق الغربي (西の海（ウェストブルー） أويستو بورو)، والأزرق الجنوبي (南の海（サウスブルー） ساوسو بورو). تحيط بالخطّ العظيم منطقتان تسميان «الحزامين الهادئين» (凪の帯（カームベルト） كامُو بيرتو)، التي لا تمر بها أية رياح أو تيارات بحرية وهي منطقة تكاثر لمخلوقات البحر الضخمة المسماة ملوك البحر (海王類 كايو-روي). لهذا السبب، يُعتبر الحزامان الهادئان حاجزين منيعين أمام الذين ينوون دخول الخطّ العظيم. في حين أنّ سُفُن البحريّة، المستعملة أحجار منشور البحر (海楼石 كايروسيكي) لتغطية وجودهم، يستطيعون المرور بسهولة، إلّا أنّ الأغلبية عليهم استعمال نظام قناة الجبل المقلوب (ريڤاسو موانتين Rivāsu Maunten)، جبل عند ملتقى الطرق الأوَّل للخط الكبير والخط الأحمر. ماء البحر من جميع البحار الأربعة تسير على ذلك الجبل وتلتقي عند القمة لتنحدر في قناة خامسة نحو النصف الأوَّل من الخطّ العظيم. الشّطر الثاني من الخطّ العظيم، بعد التقاطع الثاني مع الخطّ الأحمر، يُعرف أيضًا باسم العالم الجديد (新世界 شين سيكاي).

إبرة التسجيل النوع الخاص من البوصلات المستخدمة في الملاحة في الغراند لاين.

التيارات والطقس في بحر الخطّ العظيم المفتوح لا يمكن التنبؤ بهما، في حين أنهما بجوار الجزر ثابتان. ما يجعل الملاحة أكثر صعوبة هو أن البوصلات العاديّة لا تعمل هناك. بوصلة خاصة تُدعى إبرة التسجيل (記録指針（ログポース） روگو پوسو) يجب استعمالها. تعمل إبرة التسجيل بالإقفال على الحقل المغناطيسي لجزيرة ما ومن ثم الإقفال على الحقل المغناطيسي للجزيرة التالية. الوقت المتطلب لضبطها يعتمد على الجزيرة. يمكن تجاوز هذه العملية بالحصول على إبرة أبدية (永久指針（エターナルポース） إتانارو پوسو)، نوع من إبرة التسجيل مضبوطة بشكل دائم نحو جزيرة محددة ولا تتغير.
عالم ون بيس مليء بالمفارقات التاريخية، مثل الحلزون المستجيب (電伝虫 دِن-دِن موشي)، حيوان شبيه بالحلزون يمكن توصيله بمعدات كهربائية وتعمل كهواتف دوارة، آلات فاكس، كاميرات مراقبة، وأجهزة مشابهة. الأقراص (貝（ダイアル） دايّارو)، أصداف حيوانات معينة تسكن السماء، يمكن استخدامها لتخزين الطاقة الحركية، الهواء، الصوت، الصور، والحرارة وأشياء أخرى ولها استخدامات متعددة.

### فاكهة الشيطان
فاكهة الشيطان (悪魔の実 آكوما نو مي) هي نوع من الفاكهة عندما تُؤكل تمنح قوة خاصة لآكلها. هنالك ثلاث أنواع من فواكه الشيطان. فواكه زون (動物系（ゾオン） زون) تسمح للمستخدم بالتحول كليًا أو جزئيًا إلى حيوان محدد حقيقي (إلا بعض الفواكه تسمح للشخص بالتحول إلى وحش خرافي مثل العنقاء أو التنين). فواكه لوغيا (自然系（ロギア） روگيا) تعطي السيطرة وتسمح للمستخدم «بتغيير بنية جسمه إلى قوى الطبيعة». الباراميسيا (超人系（パラミシア） پاراميشيا) هي الصنف الأوسع من الفواكه تعطي المستخدم قوى فوق بشرية. يقال أن الفواكه تجسيد لشيطان البحر نفسه، ونتيجة لذلك، فمستخدمو فواكه الشيطان لا يستطيعون السباحة في مياه البحر، حيث أنهم «مكروهون من قبل البحر». حتى عندما يغوصون جزئيًا في ماء البحر، يفقد مستخدمو الفواكه كل قواهم وتوازنهم، إلا أن بعض قدراتهم تظل باقية، مثل قدرة لوفي على التمدد بعد غوصه بالكامل. المياه «المتحركة»، كالمطر أو الأمواج، ليس لها هذا التأثير. عندما يموت مستخدم فاكهة شيطان، تتجسد القوى مجددًا في فاكهة شيطان جديدة.

### الهاكي
الهاكي (覇気 هاكي، «الطموح»)، هي قدرة كامنة يمتلكها كل كائن حي في عالم ون بيس، إلا أنها خاملة عند الأغلبية. تأتي بثلاثة أنواع: هاكي الملاحظة (見聞色の覇気 كينبونشوكو نو هاكي
) تسمح بالإحساس بوجود الكائنات الأخرى وتوقع تحركاتها. هاكي التسلح (武装色の覇気 بُوسوشوكو نو هاكي) تسمح للشخص بتغطية أجزاء الجسم وحتى الأشياء الساكنة بقوة مشابهة لدرع خفي يمتلك خصائص دفاعية/هجومية، تسمح أيضًا للشخص بإلحاق الضرر بمستخدمي فواكه الشيطان من نوع اللوغيا. الهاكي الملكي (覇王色の覇気 هاوُشوكو نو هاكي
) تسمح للشخص بإخافة أو جعل الكائنات ذات الإرادة الضعيفة فاقدة للوعي ويمكن أن يشارك في الضربات كما في قتال لوفي ودوفلامينغو وأيضًا لوفي ودون تشينجاو.

## الشخصيات الرئيسية

### طاقم قبعة القش
| الاسم           | مقدار المكافأة | معلومات |
| --------------- | -------------- | --- |
| مونكي دي لوفي   | 3,000,000,000  | قبطان السّفينة، يلقب بقبعة القشّ، مستخدم فاكهة المطَّاط، ويستطيع استخدام جميع أنواع الهاكي، يحلم بأن يكون «ملك القراصنة».                                                                                                 |
| رورونوا زورو    | 1,111,000,000  | نائب القائد وسيّاف السّفينة، يستخدم أسلوب الثلاثة سيوف أو (سان-توريو)، يمتلك هاكي التسلح والملاحظة، يحلم بأن يكون «أقوى سياف».                                                                                          |
| نامي            | 366,000,000    | ملّاحة السّفينة، تلقب بالقطّة اللّصة، تملك مهارة عالية في التنبؤ بالطّقس، تحلم برسم «خريطة العالم». |
| أوسوبّ           | 500,000,000    | قنّاص السّفينة، يلقب بـ«سوغي كينغ - ملك القنّاصين»، يمتلك هاكي الملاحظة ومهارة عالية بالتصويب، يحلم بأن يكون «محارب البحر الشجاع».                                                                                       |
| فينسموك سانجي   | 1,032,000,000  | طاهي السّفينة، يلقب بالسّاق السّوداء لمهاراته في قتال الأرجل، يمتلك هاكي التسلح والملاحظة، يحلم بزيارة «الأزرق الكامل».                                                                                                  |
| توني توني تشوبر | 1,000          | طبيب السّفينة، غزال رنة، مستخدم فاكهة الإنسان وتسمح له بتحولات عدة بسبب مهاراته بالطب، يحلم بأن يكون «الطبيب الذي يعالج جميع الأمراض».                                                                                 |
| نيكو روبين      | 930,000,000    | قارئة البونغليف، مستخدم فاكهة الزهرة، حاصلة على الدكتورة في التاريخ ويمكنها قراءة البونغليف وتحلم بأن «تكتشف ما حدث بالقرن المفقود».                                                                                  |
| فرانكي          | 394,000,000    | صانع السفن، يسمى «كاتي فلام»، سايبورغ نصف آلي ونصف إنسان، يحلم بأن «يصنع السفينة التي تجوب جميع البحار». |
| بروك            | 383,000,000    | موسيقار السفينة، مستخدم فاكهة الحياة، التي أمكنته من العودة للحياة بعد الموت، وقد عاش 50 عامًا وحيدًا تائهًا في البحار إلى أن التقى بلوفي ودعاه إلى الطاقم. يمتلك مهارة بقتال السيف، يحلم يتنفيذ وعده ولقاء الحوت لابون. |
| جينبي           | 1,100,000,000  | ربّان السفينة، برمائيّ وشيتشيبوكاي سابق وحليف البيغ مام سابقًا وقائد قراصنة الشمس الثاني سابقًا وانضم مؤخرًا إلى طاقم قبعة القش، يحلم بأن «ينهي العنصرية بين البشر والبرمائيين»                                            |

### أسطول قراصنة قبعة القش
أسطول قبعة القش العظيم هو أسطولٌ كُوّنَ من مجموعة من الشخصيات الذين تعهدوا بالولاء لمونكي دي لوفي وطاقمه.
| الاسم       | مقدار المكافأة | معلومات |
| ----------- | -------------- | --- |
| بارتولوميو  | 200,000,000    | قائد قراصنة نادي بارتو، وقائد القسم الأوَّل من أسطول قبعة القشّ العظيم، مستخدم فاكهة باراميشيا تُدعى بـ«باري باري نو مي» والتي تسمح له بإنشاء حواجز منيعة.                                                             |
| كافنديش     | 330,000,000    | قائد قراصنة الجمال، ويُلقب بالفارس الأبيض، سيّاف، وقائد القسم الثاني من أسطول قبعة القشّ العظيم، تعهد بالولاء لطاقم قبعة القشّ في دريسـروزا.                                                                           |
| دون ساي     | 210,000,000    | القائد الثالث عشر لأسطول هابو، مقتال يستخدم أسلوب قتالٍ يُسمى بـ«الهاسهوكين»، بإمكانه بها توليد اهتزازات وبإمكانه بها أن يشق تلًّا بضربة واحدة فقط، وهو قائد الثالث لأسطول قبعة القشّ العظيم.                           |
| إيديو       | –              | يُلقب بـ«إيديو الدّمار»، قبطان قراصنة إيديو، وأحد أفراد قبيلة الأذرع الطويلة ويُعتبر ملاكمًا من الرتبة XXX. يستخدم تقنية يستطيع بها توجيه لكمة تنفجر عند ملامسة الخصم، وهو قائد القسم الرابع لأسطول قبعة القشّ العظيم.  |
| المحارب ليو | –              | من مملكة التونتاتا، وقبطان قراصنة التونتا، أكل فاكهةً تُسمى نوى نوى نو مي، والتي تسمح له بخياطة أيّ شيء. ويستخدم أسلوب قتال التونتاتا، وهو قائد القسم الخامس من أسطول قبعة القشّ العظيم.                               |
| هايرودين    | –              | محارب من عمالقة إلباف، وقبطان قراصنة العمالقة الجدد، استطاع هزيمة أحد ضبّاط قراصنة دونكيهوتي في دريسروزا، وهو قائد القسم السادس من أسطول قبعة القشّ العظيم.                                                          |
| أورلومبوس   | 148,000,000    | أدميرال أسطول يونتا ماريا العظيم، ويُلقّب بـ حاكم المذبحة. يمتلك قوَّة عظيمة ويستطيع أن يحمل أسدًا بيدٍ واحدة فقط. واستطاع كذلك قذف زورو إلى مسافة بعيدة للغاية بسهولة، وهو قائم القسم السابع من أسطول قبعة القشّ العظيم. |

### القوات البحرية

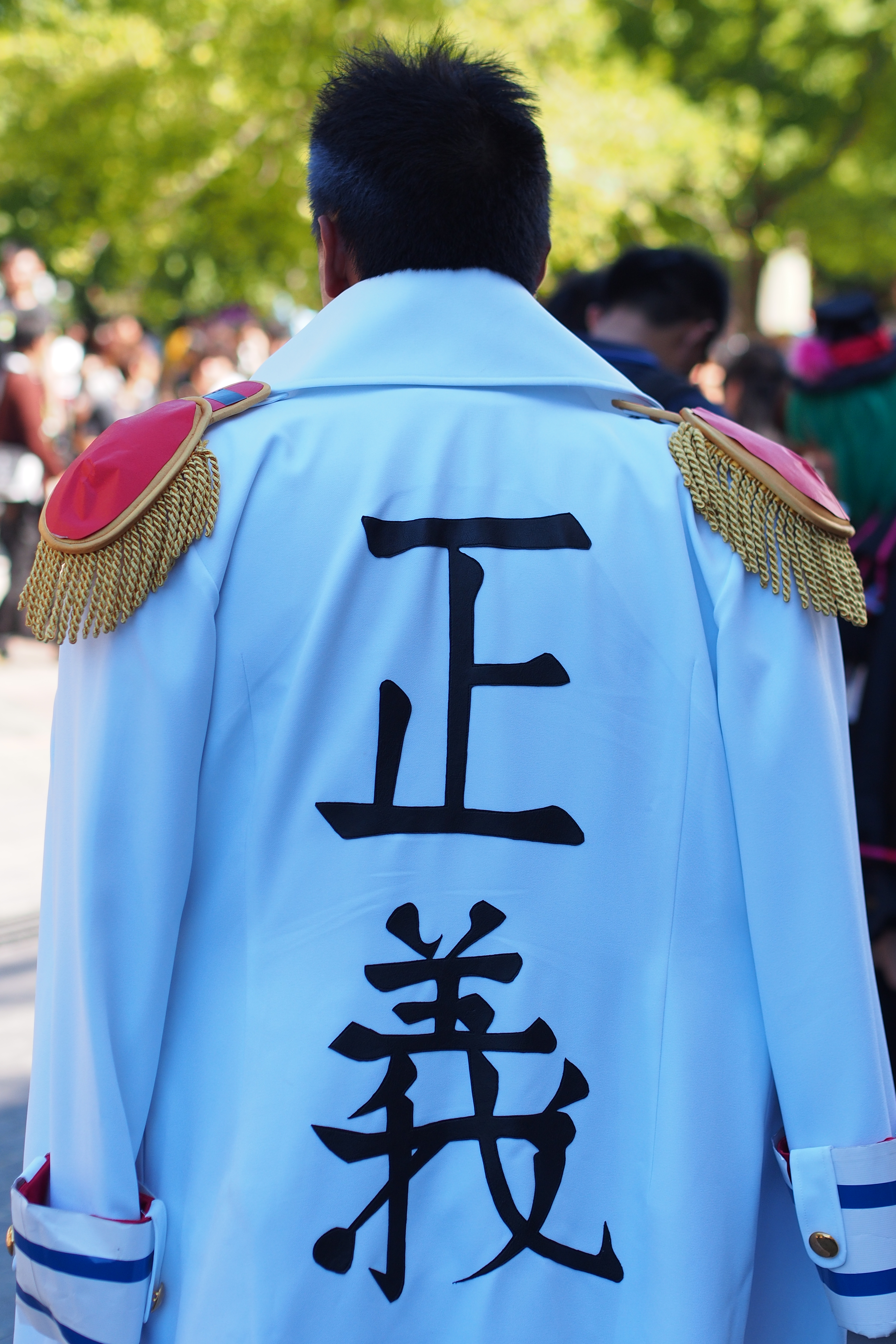
صورة لرداء أحد أفراد قوات البحرية.

القوات البحريّة هي القوة العسكرية التي تتلقى مبادئها وقوتها من حكومة العالم وتنفذ القرارات المتعلقة بالقراصنة والقوّة العسكرية. يقود القوات البحرية أدميرال الأسطول وتحته مباشرة الأدميرالات الثلاثة، وهم أقوى جنود البحرية وتحتهم نائب الأدميرال.
يقود البحرية في الوقت الحالي ساكازوكي، أو الملقب بأكاينو بعد قتاله العنيف مع أوكيجي وبانتصار أكاينو عين أدميرال الأسطول في البحرية.
| الاسم     | اللقب    | معنى اللقب     | معلومات                                                                         | خصائص |
| --------- | -------- | -------------- | ------------------------------------------------------------------------------- | --- |
| بورسالينو | كيزارو   | القرد الأصفر   | هو أحد الأدميرالات قبل السنتين وبعدها، ويُعتبر ثالث أدميرال بحريّة يظهر في القصّة. | مستخدم فاكهة الضوء وهي تمكنه من التحرك بسرعة الضوء وإطلاق الأشعة، وهي من نوع اللوغيا.                                                           |
| إيشو      | فوجيتورا | النمر الوستاري | سيّاف، أدميرال ظهر بعد السنتين، وظهر أول مرة في دريسروزا.                        | مستخدم فاكهة زوشي زوشي نو مي المتعلقة بالجاذبية، وهي من نوع الباراميشيا، ويعتبر أحد أقوى شخصيات ون بيس حيث تصدى للشيتشيبوكاي دوفلامينغو بسهولة. |
| أراماكي   | ريوكوغيو | الثور الأخضر   | أدميرال ظهر بعد السنتين، وظهرت قوّته أول مرة في وانو.                            | مستخدم فاكهة موري موري نو مي وهي فاكهة الخشب، وهي تحوّل آكلها إلى رجل الغابة، وهي من نوع اللوغيا.                                                |

### اليونكو
اليونكو أو الأباطرة الأربعة هم مجموعة من أربع قراصنة يحكمون العالم الجديد وهم أقوى القراصنة، وهم: شانكس، بيغ مام، كايدو، اللّحية البيضاء -سابقًا- والآن حل مكانه اللّحية السوداء.
| الاسم          | مقدار المكافأة | اللقب           | معلومات                                                                              | قوته                                                                                            |
| -------------- | -------------- | --------------- | ------------------------------------------------------------------------------------ | ----------------------------------------------------------------------------------------------- |
| مونكي دي لوفي  | 3,000,000,000  | قبعة القشّ       | قبطان قراصنة قبعة القشّ ويطمح بأن يصبح «ملك القراصنة».                                | مستخدم فاكهة المطّاط، ويستخدم جميع أنواع الهاكي.                                                 |
| باغي           | 3,189,000,000  | المهرج          | قبطان قراصنة باغي، وهو الآن معترف به كقائد نقابة الصليب ويعمل تحته كروكودايل وميهوك. | صاحب أقوى جسد في العالم. (لم يظهر كل قوته في الأنمي أو في المانغا حتى الآن).                    |
| شانكس          | 4,048,900,000  | ذو الشعر الأحمر | ارتحل مع ملك القراصنة غول دي. روجر وهو الذي أعطى لوفي قبعة القش.                     | صاحب هاكي ملكي أسطوري، كان يتبارز مع أقوى سياف في العالم، ميهوك، ويتعادل معه.                   |
| مارشال دي تيتش | 3,996,000,000  | اللّحية السوداء  | قرصان سابق لدى اليونكو السابق اللّحية البيضاء وحلّ مكانه.                              | مستخدم لفاكهتي الظلام والزلزال، ويعتبر الشخص الوحيد المعروف في السلسلة الذي استطاع أكل فاكهتين. |

### الشّيتشيبوكاي
الشّيتشيبوكاي أو أمراء البحر السبعة، هم سبعة قراصنة يتغاضى عن ملاحقتهم ولهم ميزات خاصة من حكومة العالم مقابل التعاون معهم، وهم سابقًا: ميهوك، بارثولوميو كوما، بوا هانكوك، باجي المهرج، إدوارد ويفل، وقد أُقِر بإيقاف نظام الشّيتشيبوكاي في مؤتمر ليفيلي السابق.
| الاسم           | مقدار المكافأة | اللقب                            | معلومات |
| --------------- | -------------- | -------------------------------- | --- |
| ميهوك           | 3,590,000,000  | عينُ الصَّقر                        | أقوى سياف في العالم وأقوى شيتشيبوكاي على الإطلاق وهو يعادل اليونكو شانكس دائمًا.                                                           |
| باغي            | 3,189,000,000  | النَّجم المُهرج                     | قبطان قراصنة باجي من الأزرق الشرقي، مستخدم فاكهة شيطان تمكنه من تقسيم جسده، لديه شهرة كبيرة وقد ارتحل سابقًا مع ملك القراصنة غول دي. روجر. |
| بوا هانكوك      | 1,659,000,000  | أميرةُ الأفاعِي إمبراطُورة القراصِنَة | أجمل امرأة في ون بيس، تمتلك الهاكي الملكي، وقد كانت عبدة سابقة للتنانين السماوية، وهي تحب بطل ون بيس مونكي دي لوفي.                       |
| إدوارد ويفل     | +480,000,000   | يدعي بأنه ابن اللّحية البيضاء     | يشتهر بكونه ابن للحية البيضاء اليونكو السابق وابن عشيقة اللّحية البيضاء.                                                                   |
| بارثولوميو كوما | 296,000,000    | الطاغية                          | عضو سابق في الجيش الثوري، وقد قام العالم فيغابانك بتحويله إلى سايبورغ.                                                                    |

### الجيش الثوري
الجيش الثوري، هم مجموعة هدفها إسقاط الحكومة العالمية بحثًا عن الحريّة، ويقودها مونكي دي دراغون والد اليونكو مونكي دي لوفي وابن بطل البحريّة مونكي دي غارب.
| الاسم           | معلومات                                                                    | القوة                                                                                                 |
| --------------- | -------------------------------------------------------------------------- | --- |
| مونكي دي دراغون | قائد الجيش الثوري، ووالد مونكي دي لوفي، وابن نائب الأدميرال مونكي دي غارب. | غير معروفة.                                                                                           |
| سابو            | أخ لوفي وإيس تدرب ونشأ في الجيش الثوري.                                    | يمتلك هاكي قوي، وهو مستخدم لفاكهة اللهب من نوع اللوغيا.                                               |
| بارثولوميو كوما | الطاغية كوما يعتبر من أقوى الشيتشيبوكاي سابقًا.                             | سايبورغ وهو مستخدم لفاكهة فاكهة شيطان ذات قوة كبيرة تمكنه من رد قوى الأشخاص وإرسالهم إلى أماكن محددة. |
| إمبريو إيفانكوف | ملك مملكة المثليين.                                                        | وهو مستخدم لفاكهة هورو هورو نو مي المتعلقة بالتحكم في الهرمونات.                                      |

### السوبرنوڤا
السوبرنوڤا أو الجيل الأسوأ وهم 11 قرصانًا، وهم قراصنة صاعدون وصلوا إلى أرخبيل شابوندي في نفس الوقت ومكافآتهم كانت تتعدى الـ100 مليون بيري، وقد صرح أودا بأنهم شخصيات خالدة وسيكون لهم دور كبير في مستقبل البحار.
| الاسم         | المكافأة      | مكان الولادة             | العمر                 | معلومات |
| ------------- | ------------- | ------------------------ | --------------------- | --- |
| مونكي دي لوفي | 3,000,000,000 | الأزرق الشرقي، قرية فوشا | 19 سنة 17 (قبل عامين) | هو قبطان قراصنة قبعة القش وبطل قصة ون بيس، وهو من أقوى ثلاث قراصنة من الجيل الأسوأ وهو أصغر قرصان فيهم وهو صاحب أعلى مكافأة بين الجيل الأسوأ، بالتشارك مع كيد ولاو، واليونكو الوحيد من الجيل الأسوأ، وهو مستخدم لفاكهة المطَّاط، ويمتلك الهاكي الملكي، وهو ابن مونكي دي دراغون قائد الثوار، وحفيد نائب الأدميرال مونكي دي غارب.                                                                                                |
| يوستاس كيد    | 3,000,000,000 | الأزرق الجنوبي           | 23 سنة 21 (قبل عامين) | هو قبطان قراصنة كيد، وهو مستخدم لفاكهة المغناطيس التي تمكنه من سحب الأسلحة، وهو صاحب أعلى مكافأة بين الجيل الأسوأ، بالتشارك مع لوفي ولاو، وهو واحد من أقوى ثلاث قراصنة من الجيل الأسوأ، نظرًا لامتلاكه جزيرة في العالم الجديد الذي يحكمه الأباطرة الأربعة، وظلّ يقاتل خلال السنتين حتى فقد يده، في قتالٍ ضد اليونكو شانكس ودمّر سفينتين من سفن البيغ مام، وهو حليف لآبو وهوكينز إلى أن غدرا فيه في وانو وتبيّن أنهما يتبعا كايدو. |
| ترافلجار لاو  | 3,000,000,000 | الأزرق الشمالي           | 26 سنة 24 (قبل عامين) | هو جرّاح وقبطان قراصنة القلب، وهو قوي جدًا، وهو مستخدم لفاكهة الغرفة التي تمكنه من تقطيع الخصوم، وهو يلقب بجرّاح الموت وواحد من أقوى ثلاث قراصنة من الجيل الأسوأ وهو صاحب أعلى مكأفأة بين الجيل الأسوأ، بالتشارك مع لوفي وكيد، وهو حليف لوفي سابقًا. |
| رورونوا زورو  | 1,111,000,000 | الأزرق الشرقي            | 21 سنة 19 (قبل عامين) | هو سيّاف قراصنة قبعة القش وأحد أهم شخصيات ون بيس، وهو قوي جدًا كسيّاف نتيجة تدربه على يد ميهوك، أقوى سيّاف في العالم، ويستخدم أسلوب الثلاث سيوف القوي جدًا، يطمح بأن يصبح أقوى سياف بالعالم. |
| سكراتشمان آبو | 350,000,000   | الغراند لاين             | 31 سنة 29 (قبل عامين) | هو قبطان قراصنة آبو ومن قبيلة الأذرع الطويلة، وهو يمتلك قدرة فاكهة الشيطان تمكنه من العزف ثم تفجير خصمه، وقد أصبح تابعًا لكايدو بعد السنتين. |
| كابوني بيجي   | 350,000,000   | الأزرق الغربي            | 42 سنة 40 (قبل عامين) | هو قبطان قراصنة دبابة النار، ويمتلك قدرة فاكهة شيطان القلعة والتي تمكنه من أن يدخل بداخله جنوده ويقومون بالهجوم بواسطة قذائف أو فرسان صغيرة ثم تتحول كبيرة وقد أصبح تابعًا للبيغ مام بعد السنتين. |
| باسيل هوكينز  | 320,000,000   | الأزرق الشمالي           | 31 سنة 29 (قبل عامين) | وهو قبطان قراصنة هوكينز وهو يمتلك قدرة فاكهة شيطان غريبة تمكنه من جعل شخص آخر يتلقى الضربة، وقد أصبح تابعًا لكايدو بعد السنتين. |
| جولري بوني    | 320,000,000   | الأزرق الجنوبي           | 12 سنة 10 (قبل عامين) | هي الفتاة الوحيدة من الجيل الأسوأ وأصغرهم سنًّا وهي قبطانة قراصنة بوني، تحب الأكل، تمتلك قدرة فاكهة الشيطان التي تمكنها من التحكم بالأعمار كأن تجعل عدوها طفل أو عجوز، وقد هاجمها اللّحية السوداء وأسرها حتى أتى أكاينو وحررها بحجة أنها ليست مهمة، وقد تبيّن في آرك إيغ هيد أن عمرها الحقيقي هو 12. |
| إكس دريك      | 222,000,000   | الأزرق الشمالي           | 33 سنة 31 (قبل عامين) | هو قبطان قراصنة درايك، وهو قوي جدًا، أقوى من هوكينز وآبو، يمتلك فاكهة من نوع الزون تمكنه من التحول لديناصور عملاق، ولم تُعرف مكافأته الجديدة. |
| كيلر          | 200,000,000   | الأزرق الجنوبي           | 27 سنة 25 (قبل عامين) | وهو نائب القبطان كيد، وهو سيّاف بارع لديه سرعة جيدة. |
| آوروج         | 108,000,000   | جزيرة السماء             | 47 سنة 45 (قبل عامين) | هو قبطان قراصنة الراهب الساقط من جزيرة السماء، وهو يمتلك أجنحة مثل البيركانس، مستخدم فاكهة شيطان تمكنه من تحويل الأضرار إلى قوة جسدية. |

## الإصدارات

### المانغا
تعتبر مانغا ون بيس من أشهر المانغا اليابانية على مر التاريخ وتعتبر المانغا الوحيدة التي دخلت موسوعة غينيس للأرقام القياسية بـ«أكثر المانغا مبيعًا» ووصل عدد فصول المانغا إلى أكثر من 1111 فصلًا. وحققت المانغا مبيعات تقدر بـ523.2 مليون نسخة حول العالم، مما جعلها أفضل مانغا تحقيقًا للمبيعات في التاريخ بفارق أكثر من 200 مليون نسخة عن ثاني أكثر مانغا مبيعًا.

### الأنمي
وصل عدد حلقات ون بيس إلى 1,122 حلقة. ويتم إصدار حلقة كل أسبوع تقريبًا أو بمعدل أربع حلقات شهريًا. وبسبب اقتراب الأنمي من المانغا تم تعديل إنتاج المسلسل ليصبح حلقة لكل 13 صفحة تقريبًا في المانغا مع إضافة الكثير من التفاصيل.

### الأفلام
منذ أول ظهور للأنمي على التلفزيون، أنتج الأستوديو 14 فيلمًا طويلًا من ون بيس باستثناء الفيلم رقم 11 إذ مدته 30 دقيقة. وتنتج الأفلام بجودة عالية وباستخدام المؤثرات عالية الجودة. إضافة إلى ذلك أنتجت ثلاثة أفلام أخرىِ قصيرة وخاصة، وهذه الأفلام الخاصة غير مرتبطة بالسلسلةِ (رقص، كرة قدم، بيسبول).
تم إنتاج الأفلامِ كالتّالي:
1. مطاردة كنز أونن (2000).
2. مغامرة في جزيرة الساعة (2001).
3. مملكة تشوبر على جزيرة الحيوانات الغريبة (2002).
4. مغامرة النهاية مسدودة (2003).
5. لعنة السيف المقدس (2004).
6. البارون أوماتسوري والجزيرة السرية (2005).
7. جندي قلعة كاراكوري الآلي (2006).
8. أميرة الصحراء والقراصنة (2007).
9. زهور الشتاء ومعجزة الساكورا (2008).
10. العالم القوي (2009).
11. مطاردة قبعة القش[ا] (2011).
12. زد (2012).
13. غولد (2016).
14. ستامبيد (2019).
15. ريد (2022).

### الأوڤا (OVA)
- اهزمه! القرصان غانزاك
- قصة الفجر الرومانسية
- العالم القوي: الحلقة 0
- تسلل! ألف مشمس

### ألعاب الفيديو
ألعاب فيديو ون بيس هي مجموعة من ألعاب الفيديو مبنية على المانغا وسلسلة الأنمي التي صممها إييتشيرو أودا، والمشهورة باسم ون بيس. حيث بدأت تلك السلسلة لأول مرة في اليابان في 19 يوليو من عام 1999.
تم تطوير ألعاب الفيديو من قبل شركة بانداي وشركة بانبريستو، ثم أصبحت لاحقا جزءًا من بانداي نامكو إنترتينمنت. وتدور اللعبة في عالم ون بيس الخيالي، والمغامرات التي يصادفها مونكي دي لوفي وطاقم قبعة القش. اللعبة تم إصدارها على عدة أنظمة ألعاب فيديو مثل بلاي ستيشن وواندرسوان ونينتندو جيم كيوب وجيم بوي أدفانس ونظاموي ومايكروسوفت ويندوز وبلاي ستيشن فيتا وإكس بوكس ون وآي أو إس وأندرويد. القصة تأخذ عدة أنماط ولكن أغلبها تكون لعبة تقمص الأدوار.

## الجوائز والترشيحات
| قائمة الجوائز والترشيحات | قائمة الجوائز والترشيحات | قائمة الجوائز والترشيحات   | قائمة الجوائز والترشيحات | قائمة الجوائز والترشيحات | قائمة الجوائز والترشيحات |
| السنة                    | الجائزة                  | الفئة                      | المستلم                  | النتيجة                  | م.                       |
| ------------------------ | ------------------------ | -------------------------- | ------------------------ | ------------------------ | ------------------------ |
| 2024                     | جوائز كرانشي رول للأنمي  | أفضل سلسلة مستمرة          | ون بيس                   | فوز                      | [ 93 ]                   |
| 2024                     | جوائز كرانشي رول للأنمي  | أفضل أنمي أكشن             | ون بيس                   | رُشِّح                      | [ 93 ]                   |
| 2024                     | جوائز كرانشي رول للأنمي  | أفضل شخصية رئيسية          | مونكي دي لوفي            | فوز                      | [ 93 ]                   |
| 2024                     | جوائز كرانشي رول للأنمي  | أفضل أداء صوتي - اليابانية | مايومي تاناكا            | رُشِّح                      | [ 93 ]                   |
| 2025                     | جوائز كرانشي رول للأنمي  | أفضل سلسلة أنمي مستمرة     | ون بيس                   | رُشِّح                      | [ 94 ]                   |
| 2025                     | جوائز كرانشي رول للأنمي  | أفضل مخرج                  | ميغومي إيشيتاني          | رُشِّح                      | [ 94 ]                   |
| 2025                     | جوائز كرانشي رول للأنمي  | أفضل شارة بداية لأنمي      | ون بيس                   | رُشِّح                      | [ 94 ]                   |
| 2025                     | جوائز كرانشي رول للأنمي  | أفضل اداء صوتي - الألمانية | دانيال شلوش              | فوز                      | [ 94 ]                   |

## روابط خارجية
مواقع إنجليزية
- موقع المانغا الرسمي من فيز ميديا (بالإنجليزية)
- الموقع الرسمي من مادمان إنترتنمنت (بالإنجليزية)
- موقع الأنمي الرسمي من فنميشن (بالإنجليزية)
- onepiece.wikia (بالإنجليزية)

مواقع يابانية
- الموقع الرسمي (باليابانية)
- موقع المانغا الرسمي من شونن جمب الأسبوعية (باليابانية)
- موقع الأنمي الرسمي من توي أنميشن (باليابانية)

1. ↑  عُرِض الفيلم في السينمات اليابانية بتقنية 3D